# François-Auguste Magon de Terlaye
L'abbé François-Auguste Magon de Terlaye est un prêtre et missionnaire sulpicien français né le 10 juillet 1724 à Saint-Malo et mort le 17 mai 1777 à la mission du lac des Deux Montagnes.

## Biographie
Fils de Luc Magon de la Balue et d'Hélène Porée (fille de Charles Porée de La Touche et nièce d'Alain Porée), il est issu d'une famille d'armateurs de Saint-Malo. Il se forme à la Maison des philosophes à Paris à partir de 1748, est ordonné diacre et agrégé au Séminaire Saint-Sulpice de Paris en 1754, avant de se joindre cette même année au groupe du sulpicien François Picquet qui rentrait au Canada sur la frégate la Gloire. Il est ordonné prêtre l'année suivante et seconde Picquet dans ses activités apostoliques et démarches politiques. Il opère son apostolat auprès des Iroquois et de la garnison. 
Nommé à la mission du Lac-des-Deux-Montagnes en 1758 afin d'assister le supérieur Hamon Guen, et en devient l'économe tout en poursuivant sa mission auprès des Iroquois, pour lesquels il construit des cabanes et prête des terrains.
Il laissa des manuscrits en iroquois (grammaire, dictionnaire onontagué et goyogouin-français, des sermons et une histoire du peuple de Dieu). Il fait don de plusieurs œuvres d'art (tableaux, reliefs en bois), ainsi que divers dons à la Congrégation de Notre-Dame de Montréal afin de constituer des dots pour les sœurs issues de familles de condition modeste.

## Sources
- « MAGON DE TERLAYE, FRANÇOIS-AUGUSTE », dans Dictionnaire biographique du Canada
- Notice dans un dictionnaire ou une encyclopédie généraliste :   - Dictionnaire biographique du Canada